# Bonus Socius
Bonus Socius est le nom donné par des compilateurs à un manuscrit en latin dont un exemplaire est conservé à Florence et a été daté d'environ 1266. C'est une encyclopédie des jeux qui appartient à la littérature lombarde du Moyen Âge. 

## Composition
Le manuscrit comprend 119 feuillets. Les 99 premières pages contiennent 194 problèmes d'échecs accompagnés de nombreux diagrammes. Le reste de l’œuvre est consacrée au backgammon et aux marelles.
On connaît plus de sept copies françaises datant du début du XIVe siècle.